# Luxemburgo en los Juegos Olímpicos de Londres 2012
Luxemburgo estuvo representado en los Juegos Olímpicos de Londres 2012 por un total de 9 deportistas que compitieron en  deportes. Responsable del equipo olímpico fue el Comité Olímpico y Deportivo Luxemburgués, así como las federaciones deportivas nacionales de cada deporte con participación.
La portadora de la bandera en la ceremonia de apertura fue la yudoca Marie Müller. El equipo olímpico de Luxemburgo no obtuvo ninguna medalla en estos Juegos.